# Oulad Rahmoune
Oulad Rahmoune (franska: Oulad Rahmoune (CR), Oulad Rahmoune (Commune Rurale), arabiska: لمهارزة الساحل) är en kommun i Marocko.   Den ligger i provinsen El Jadida och regionen Casablanca-Settat, i den norra delen av landet, 170 km sydväst om huvudstaden Rabat. Antalet invånare är 20 236.